# فولفرات
فولفرات (بالألمانية: Wülfrath) هي بلدة ألمانية تقع في متمان في ألمانيا. يقدر عدد سكانها بـ 21,461 نسمة .

## المدن التوأمة
مدن Bondues و Ware هي مدن توأمة لفولفرات.

## أعلام
- فيرنر ويبر